# Burgstall Wasenhof
Der Burgstall Wasenhof  ist eine abgegangene hochmittelalterliche Niederungsburg auf 458 m ü. NHN 300 m südlich der Einöde Wasenhof, eines Gemeindeteils der Gemeinde Petershausen im Landkreis Dachau in Bayern. 
Die Anlage wird als Bodendenkmal unter der Aktennummer D-1-7634-0055 als „Burgstall des hohen und späten Mittelalters sowie Hofwüstung des späten Mittelalters und der frühen Neuzeit (‚Wasenhof‘)“ geführt.

## Beschreibung
Die in etwa ovale Anlage liegt 250 m westlich der Glonn. Sie besitzt abgerundete Ecken; sie misst in Ost-West-Richtung 200 m und in Nord-Süd-Richtung ebenfalls 200 m. Sie liegt heute auf einem Ackerfeld, das mit Büschen gesäumt ist. 